# Tchécoslovaquie
28 octobre 1918 – 15 mars 1939
(20 ans, 4 mois et 15 jours)
5 avril 1945 – 31 décembre 1992
(47 ans, 8 mois et 26 jours)
Entités précédentes :
- Autriche-Hongrie
- République de Weimar (territoire de Hlučín)

Entités suivantes :
- Tchéquie
- Slovaquie
- RSS d'Ukraine (Ruthénie subcarpathique, 1945)[4]

La Tchécoslovaquie est un État souverain qui exista en Europe centrale durant 68 ans, sous plusieurs formes constitutionnelles successives, du 28 octobre 1918 au 15 mars 1939 et du 5 avril 1945 au 31 décembre 1992 ; entre ces deux périodes, pendant la Seconde Guerre mondiale, elle était reconnue de jure par les Alliés mais de facto ne contrôlait pas son territoire, alors occupé par l'Axe et ses satellites.
La Tchécoslovaquie s'est constituée à partir de l'ancien Empire austro-hongrois (1867-1918) : elle réunissait les États actuels de Tchéquie et de Slovaquie ainsi que, de 1919 à 1938, la Ruthénie subcarpathique (aujourd'hui ukrainienne) ; la Tchéquie est elle-même constituée de la Bohême, de la Moravie et de la Silésie tchèque.

## Origines
La création de la Tchécoslovaquie en 1918 fut l'aboutissement d'un long processus d'émancipation commencé avec la renaissance culturelle des Tchèques, des Slovaques (initiée par Ľudovít Štúr) et des Ruthènes de l'empire multi-national dirigé par la famille des Habsbourg, processus initialement appelé « austroslavisme ». Depuis le VIe siècle, les Tchèques vivaient principalement en Bohême, en Moravie et dans le sud de la Silésie, tandis que des colons allemands appelés « Sudètes » s'étaient installés en périphérie des régions tchèques depuis le XIIIe siècle. À partir de 1526, la maison des Habsbourg régna sur la Bohême et la Moravie où la monarchie élective devînt héréditaire après la bataille de la Montagne-Blanche en 1620. La monarchie Habsbourgeoise comptait en outre l'archiduché d'Autriche et les Länder au sud de celui-ci, le royaume de Hongrie, dont faisaient alors partie la Slovaquie et la Ruthénie, et d'autres territoires qu'elle  s'adjoignit par la suite en Silésie, aux Pays-Bas, en Italie, et à l'est au détriment de la Pologne, en Transylvanie et jusque dans les Balkans. Le tchèque, le slovaque et le ruthène n'étaient plus parlés que par les classes populaires, en grande partie illettrées, et un processus de germanisation des élites se déroulait en Bohême-Moravie et en Silésie tchèque, tandis que les pays Slovaques et Ruthènes furent l'objet d'un processus parallèle de magyarisation. Ces territoires étaient alors sous domination de la noblesse autrichienne et de la noblesse hongroise, qui possédaient plus de 80% des terres.
Au XIXe siècle, les sujets de l'empire austro-hongrois souhaitèrent s'émanciper de l'aristocratie et faire reconnaître leurs cultures et leurs langues. Bien que les langues tchèque et slovaque soient très proches, la situation sociale et politique des deux peuples était différente à la fin du XIXe siècle : la Bohême-Moravie était la partie la plus industrialisée de l'Autriche et une classe moyenne tchèque commençait à émerger, soutenant la « renaissance tchèque » ; la Slovaquie et la Ruthénie, en revanche, étaient beaucoup plus rurales et plus tradionnellement gouvernées par la noblesse hongroise. Les deux composantes de l'empire austro-hongrois avaient, de plus, une politique différente vis-a-vis de leurs populations slaves : l'Autriche ne cherchait pas à assimiler les Tchèques, les Polonais ou les Slovènes, et introduisit pour eux des représentations ethniques et des droits linguistiques en Bohême-Moravie alors que la Hongrie était déterminée à magyariser la Slovaquie et la Ruthénie hongroise par la scolarisation et en réprimant les aspirations culturelles et politiques autres qu'hongroises ou allemandes ; au Parlement de Budapest, sur 453 députés, 372 étaient magyars car la nation hongroise (47% de la population du royaume, et environ 20% en Slovaquie et Ruthénie) était largement sur-représentée,,.
Vers le début du XXe siècle, l'idée d'une entité commune « Tchéco-Slovaque » commença à être défendue par les dirigeants tchèques et slovaques après que les contacts entre les intellectuels des deux peuples se furent intensifiés dans les années 1890. En dépit des différences, les Slovaques partageaient des aspirations similaires avec les Tchèques et avec les autres Slaves de l'Empire, dont les Ruthènes,. Le refus constant des aristocrates austro-hongrois de toute forme d'autonomie des populations slaves, causa finalement la dislocation de l'empire des Habsbourg.
C'est en 1917, durant la Première Guerre mondiale, que Tomáš Masaryk créa le Conseil national tchécoslovaque avec Edvard Beneš et Milan Štefánik. Auprès des Alliés, Masaryk aux États-Unis, Štefánik en France, Beneš en France et au Royaume-Uni œuvrèrent pour faire reconnaître le projet tchécoslovaque en s'appuyant sur le « droit des peuples à disposer d'eux-mêmes » et sur le dixième des « Quatorze points » du président américain Woodrow Wilson. En parallèle à cette démarche diplomatique, alors qu'environ 1,4 million de soldats tchèques, slovaques et ruthènes étaient mobilisés durant la Première Guerre mondiale par l'Autriche-Hongrie (environ 150 000 d'entre eux furent tués), plus de 90 000 volontaires tchèques et slovaques, dont la plupart avaient déserté l'armée austro-hongroise, formèrent les « Légions tchécoslovaques » qui combattirent contre les Austro-Allemands sur le front de l'est, en France et en Italie. Après l'échec des négociations entre l'empereur austro-hongrois Charles Ier et les Alliés, ceux-ci reconnurent durant l'été 1918 le Conseil national tchécoslovaque comme représentant légitime de la future Tchécoslovaquie.

## Première République (1918-1938)
Le 30 juin 1918, dans la petite ville de Darney (Vosges), la France a été le premier pays à reconnaître officiellement le Conseil national tchécoslovaque. L'indépendance de la Tchécoslovaquie fut officiellement proclamée le 28 octobre 1918 dans le « Hall Smetana » de la mairie de Prague, lieu éminemment symbolique. Les Slovaques ont officiellement rejoint le nouvel État deux jours plus tard dans la ville de Martin. Une constitution temporaire fut adoptée, qui établissait la « nation tchécoslovaque » comme fondatrice et élément principal de l'État, et Tomáš Masaryk fut déclaré président le 14 novembre. En Ruthénie subcarpatique, Grigor Zatkovitch forma d'abord une République ukrainienne indépendante, avant de se rallier au projet tchécoslovaque pour éviter de revenir sous domination hongroise. 
La Tchécoslovaquie est une république démocratique parlementaire, mais la nouvelle prééminence tchèque, due au poids démographique des Tchèques et à leur bon niveau moyen d'instruction, n'est pas appréciée par les anciennes élites allemandes et hongroises dépossédées de leurs terres, ni par les Slovaques et les Ruthènes qui souhaitent davantage d'autonomie. Le traité de Saint-Germain-en-Laye, signé le 10 septembre 1919, reconnut formellement la nouvelle République créée à partir de territoires austro-hongrois majoritairement peuplés de Tchèques, de Slovaques et de Ruthènes, et ses frontières avec l'Autriche et la Pologne, mais incluant aussi une importante minorité de langue allemande dans les Sudètes et des populations hongroises le long de sa frontière avec la Hongrie, reconnue par le Traité de Trianon en juin 1920.
Lors de la guerre civile russe, les légions tchécoslovaques formées de prisonniers austro-hongrois capturés par les Russes furent mobilisées par les forces des Russes blancs face aux Bolcheviks. Elles contrôlèrent un temps le Transsibérien et assurèrent l'évacuation des forces antibolchéviques vers Vladivostok. Tout cela contribua à assurer le soutien des Alliés à la République tchécoslovaque, dont les forces furent également mises à contribution contre la Hongrie bolchévique de Béla Kun et contre ses alliés slovaques ; le ralliement de la Ruthénie de Grigor Zatkovitch fut reconnu au traité de Trianon, en juin 1920. Les petits litiges frontaliers avec la Pologne, concernant Těšín/Cieszyn et deux districts de 580 km2 des anciens comitats de Szepes/Spisz et d'Árva/Orava, sont réglés par le partage de juillet 1920. Concernant Těšín/Cieszyn, le Conseil Suprême des Alliés procède au partage du territoire et de la ville entre la Tchécoslovaquie et la Pologne qui reçoit la moitié nord-est, mais s'estime lésée, parce qu'une minorité polonaise passe sous contrôle tchèque dans la moitié sud-ouest. C'est pourquoi, en septembre 1938, la Pologne participera au démantèlement de la Tchécoslovaquie pour annexer la totalité de l'ancien duché de Těšín/Cieszyn.

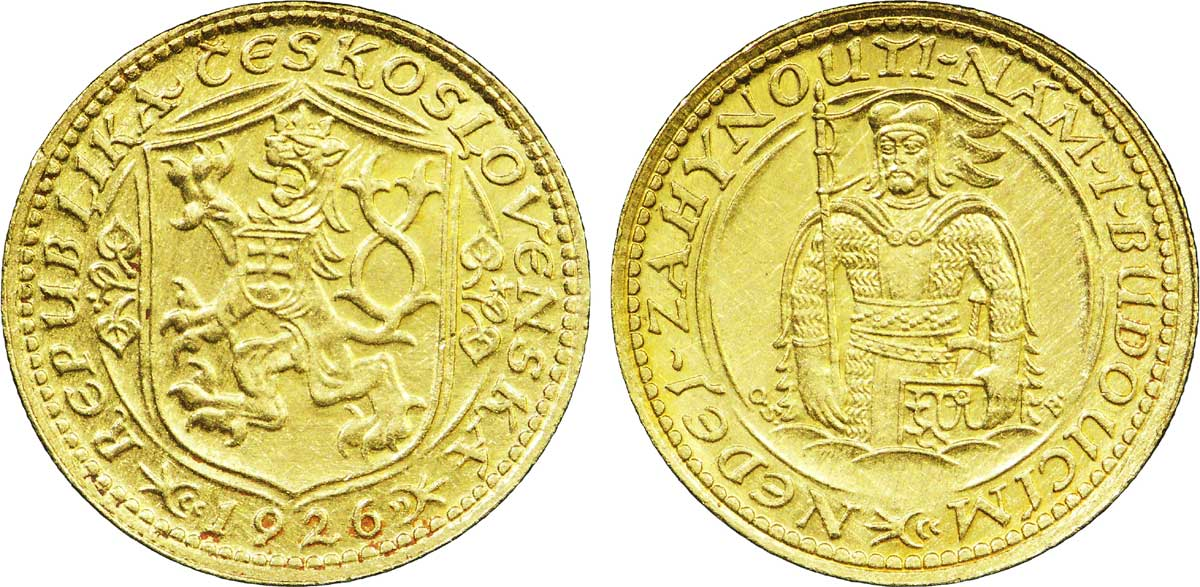
1 ducat d'or de la république tchécoslovaque, avec l'emblème du lion et le roi Wenceslas, 1926.

La première république tchécoslovaque parvînt à sauvegarder son régime parlementaire démocratique pendant l'entre-deux guerres, et promulgua des réformes dans le domaine du logement, de la sécurité sociale et des droits des travailleurs ; elle abolit aussi tous les indicateurs de noblesse (titres et noms de terres), nationalisant 90% des immenses domaines des aristocrates autrichiens et hongrois, et distribuant les terres aux paysans locaux,. En 1929, le PIB avait augmenté de 52 % et la production industrielle de 41 % par rapport à 1913. En 1938, la première république tchécoslovaque occupe la dixième place dans la production industrielle mondiale, mais doit faire face à des problèmes liés à sa diversité ethnique et aux histoires distinctes des peuples tchèque, slovaque et ruthène, sans même compter les minorités allemande et hongroise, mécontentes de leur nouvelle situation. Les Allemands et Magyars de Tchécoslovaquie aspirent ouvertement à rejoindre respectivement l'Allemagne et la Hongrie. Après la crise économique de 1929 et la montée du nazisme en Allemagne, la minorité allemande des Sudètes est instrumentalisée par l'impérialisme hitlérien. Concentrés dans la région frontalière de la Bohême et de la Moravie, appelée Sudetenland en allemand, les Allemands des Sudètes constituaient la principale menace contre l'État tchécoslovaque, avec un effectif de 3 à 3,5 millions de personnes sur les 14 millions de la population tchécoslovaque de l'entre-deux guerres. À partir de 1933, les leaders de cette minorité, sympathisant avec l'Allemagne nazie, réclament leur rattachement au Troisième Reich.

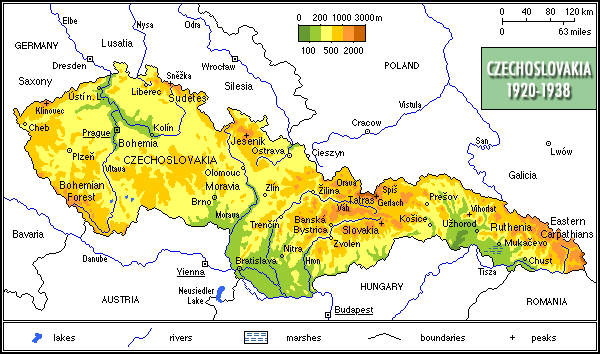
Carte physique de la Première république tchécoslovaque.

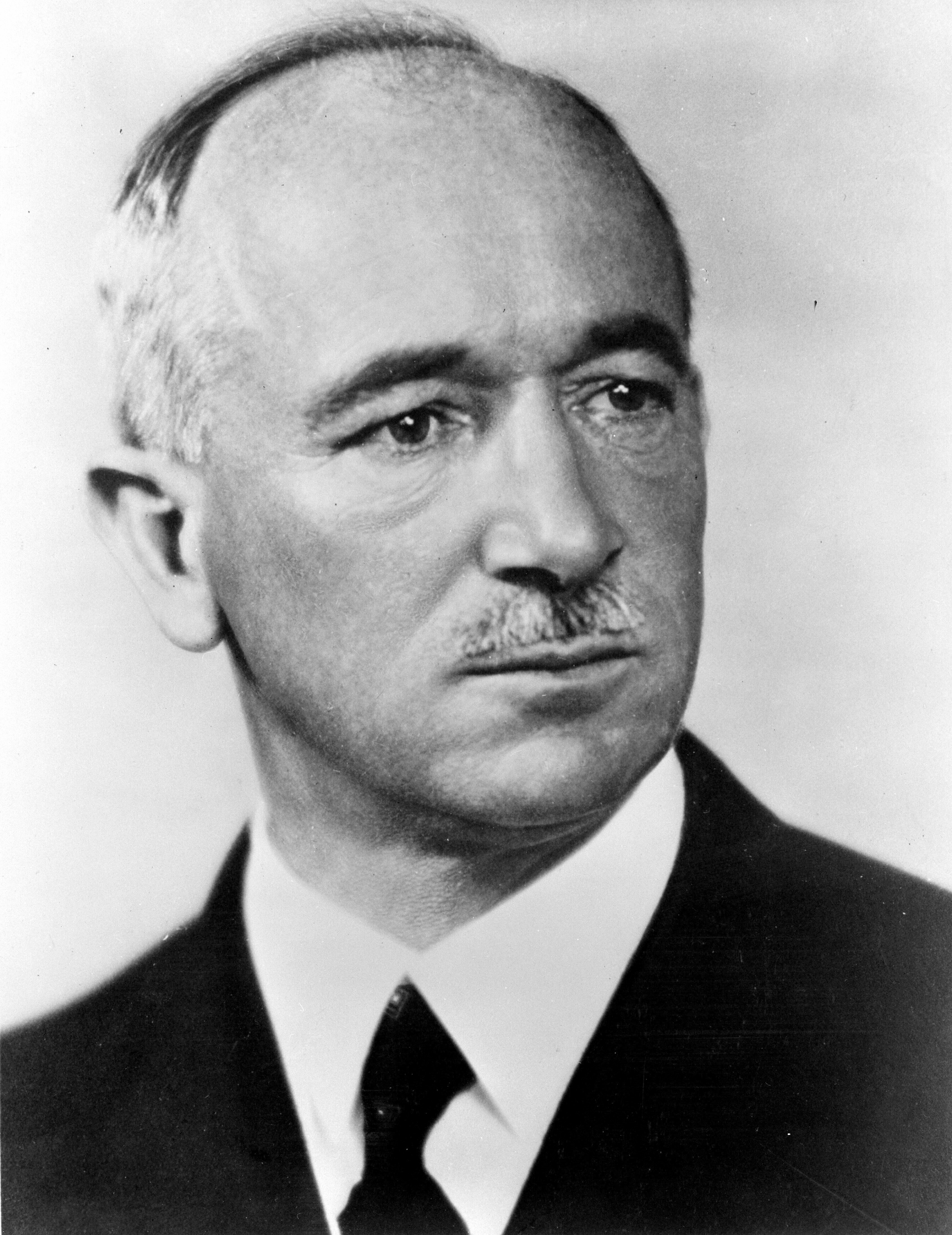
Edouard Beneš, président tchécoslovaque en 1938.

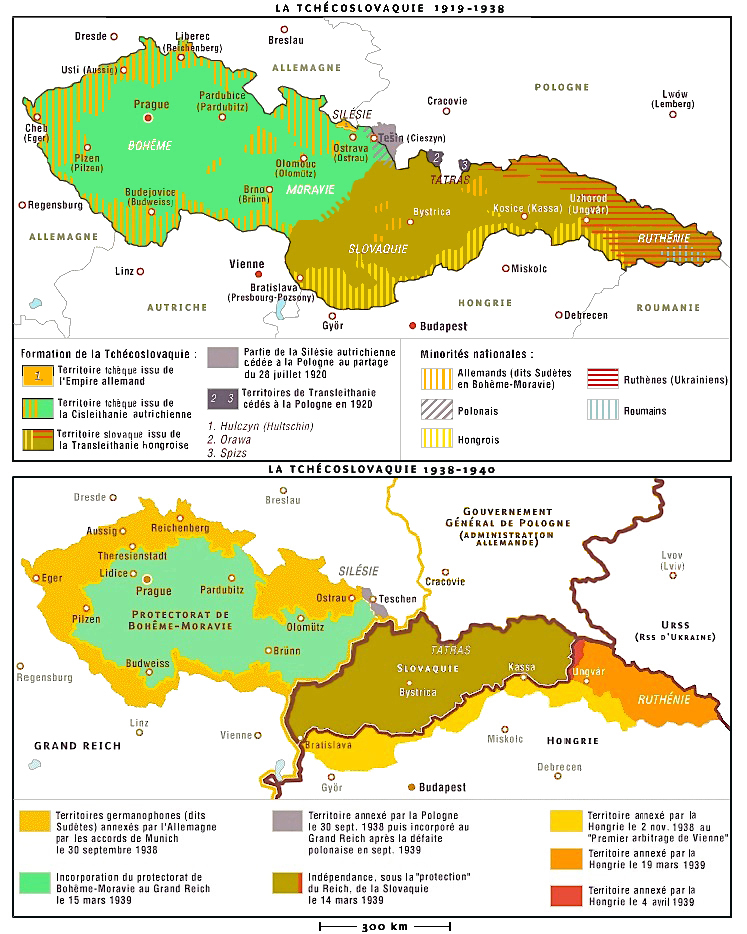
Naissance et démantèlement de la première république tchécoslovaque.

## Deuxième République (1938-1939)
Après l'annexion de l'Autriche en 1938, le révisionnisme allemand et hongrois, le nationalisme slovaque et les politiques d'« apaisement » des puissances occidentales vis-à-vis d'Adolf Hitler débouchent sur les accords de Munich en septembre 1938 qui voient la sécession des Sudètes reconnue par la communauté internationale, tandis que les nationalistes slovaques profitent de la situation pour revendiquer un État indépendant sous les auspices de Jozef Tiso, soutenu par l'Allemagne nazie. La première république tchécoslovaque avait pris fin avec le départ en exil de son président, Edvard Beneš le 5 octobre 1938. Privée d'alliés et diminuée des Sudètes au profit de l'Allemagne nazie et de son bassin danubien au profit de la Hongrie, la deuxième République tchécoslovaque n'a duré que cinq mois et demi. Elle prend fin le 15 mars 1939 après le premier arbitrage de Vienne. Ce qui restait de la partie tchèque, envahie par la Wehrmacht, devint un protectorat allemand le 21 mars 1939 ; la Slovaquie devint un État-satellite du Reich et la Ruthénie fut annexée par la Hongrie.

## Seconde Guerre mondiale
Edvard Beneš fonde en exil le Gouvernement provisoire tchécoslovaque, auquel demeurent fidèles des troupes tchécoslovaques (notamment de l'Armée de l'Air) qui participent à la Seconde Guerre mondiale aux côtés des Alliés. Le 4 avril 1945, Edvard Beneš revient à Košice, sur le territoire tchécoslovaque libéré par les armées soviétiques, roumaines et tchécoslovaques du Quatrième front ukrainien dirigées par les généraux Ivan Iefimovitch Petrov, Nicolae Rădescu et Ludvík Svoboda sous le commandement de Fiodor Tolboukhine. Là se forme un gouvernement de coalition présidé par Zdeněk Fierlinger : c'est la Troisième république tchécoslovaque.

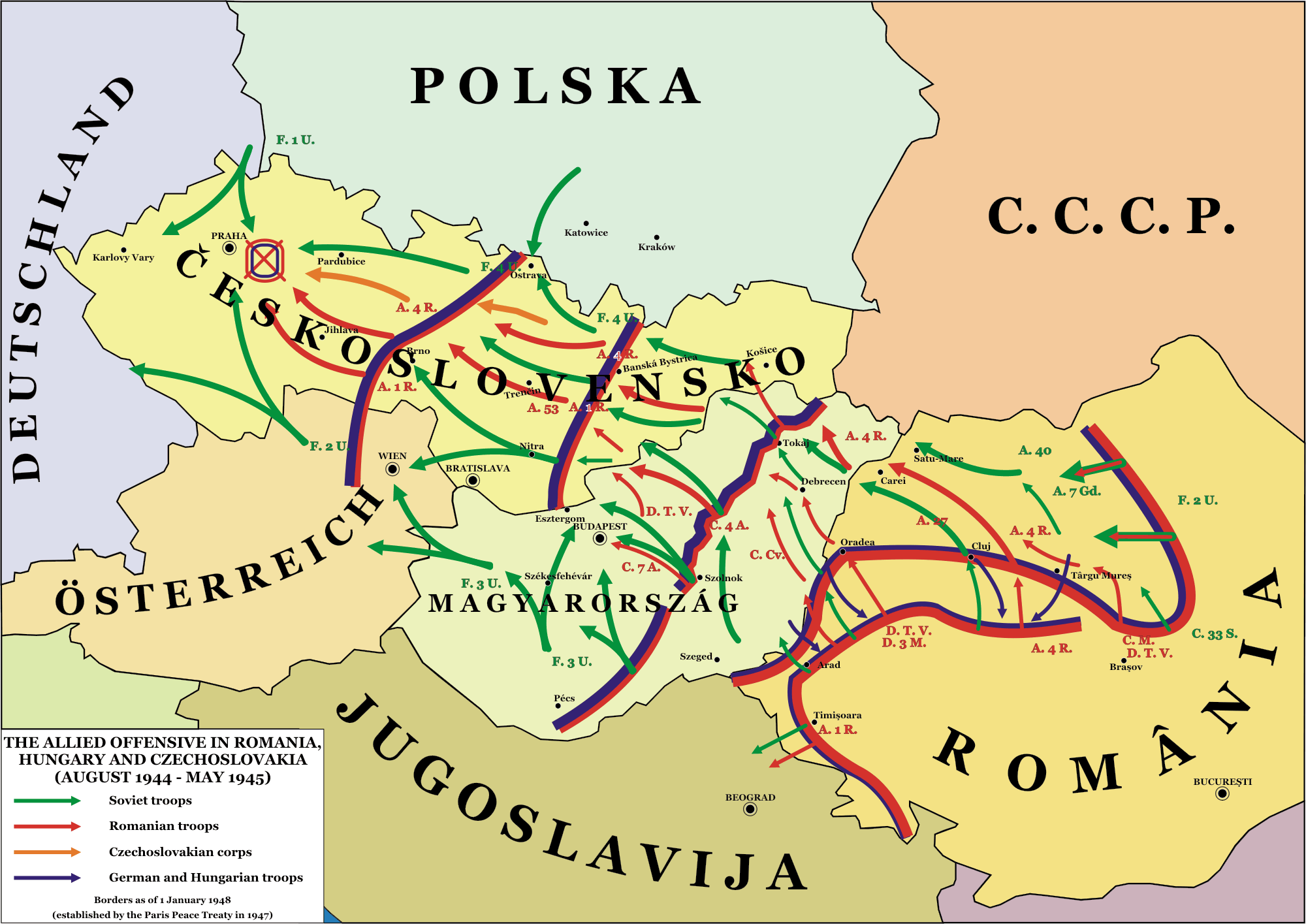
Libération de la Tchécoslovaquie en 1945.

## Troisième République (1945-1948)
Durant trois ans, la Troisième république tchécoslovaque tente de sauvegarder son indépendance, mais son sort est déjà scellé depuis les conférences interalliées de Moscou (octobre 1944) et de Yalta (février 1945) : rien n'empêche donc le Parti communiste tchécoslovaque de s'assurer l'exclusivité du pouvoir. En outre, le pays doit céder la Ruthénie subcarpatique à l'URSS qui l'intègre à sa république socialiste soviétique d'Ukraine. En revanche, à l'Ouest, les allemands des Sudètes, accusés d'avoir collaboré avec les nazis, sont définitivement expulsés du pays selon les décrets Beneš.
Certains historiens, tchèques en particulier, considèrent comme illégitimes et frappés de nullité les gouvernements de facto suivant la démission d'Edvard Beneš : pour eux, la continuité de la première République tchécoslovaque se prolonge de jure jusqu'au « coup de Prague » du 25 février 1948 par lequel le Parti communiste tchécoslovaque et son chef Klement Gottwald, premier ministre depuis 1946, s'emparent du pouvoir.

## Tchécoslovaquie communiste (1948-1989)
La démocratie tchécoslovaque, rétablie en 1945, est à nouveau abolie par le « coup de Prague » de 1948, lorsque le Parti communiste tchécoslovaque impose sa dictature.

### Forme unitaire
En 1948, la Tchécoslovaquie devient de facto un pays satellite de l'URSS, membre du pacte de Varsovie et du COMECON, qui réprime fermement sa société civile et étouffe toute opposition ou dissidence. Le nom officiel de « République socialiste tchécoslovaque » (1960-1989) n'est pourtant adopté que douze ans plus tard, le 11 juillet 1960, avec une nouvelle constitution qui met officiellement fin de jure  à la Troisième République tchécoslovaque.
Selon les statistiques officielles du Parti communiste tchécoslovaque, dans les années 1950, la Tchécoslovaquie aurait connu une croissance économique de 7 % en moyenne par an qui aurait substantiellement augmenté les salaires et le niveau de vie, favorisant la stabilité du régime. Mais dans la réalité concrète de cet état communiste, la pénurie de denrées et l'absence des libertés civiles accroit nettement les mécontentements dans les années 1960, y compris à l'intérieur du Parti communiste, ce qui aboutit à la démission du président Antonín Novotný. Une timide libéralisation en 1968, appelée « Printemps de Prague », entraîne l'intervention des forces du Pacte de Varsovie qui fait capoter ce qu'Alexander Dubček a appelé la « dernière chance de sauver le socialisme réel » et referme le pays pour vingt ans de répression : c'est la « Normalisation ».

### Forme fédérale
Face aux revendications autonomistes des Slovaques, la République socialiste tchécoslovaque devient officiellement, à partir du 1er janvier 1969, un État fédéral, la « République socialiste fédérative tchèque et slovaque », composée de la République socialiste tchèque et de la République socialiste slovaque. Dans les faits, le système politique ne change pas et le pouvoir, dévolu dans les textes aux parlements tchèque, slovaque et fédéral, reste aux mains du Parti communiste subordonné au bloc de l'Est (pacte de Varsovie et CAEM).

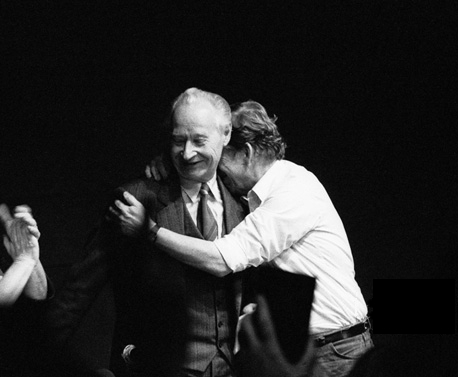
À gauche, le Slovaque Alexander Dubček, initiateur du « socialisme à visage humain », recevant l'accolade du Tchèque Vaclav Havel en 1989.

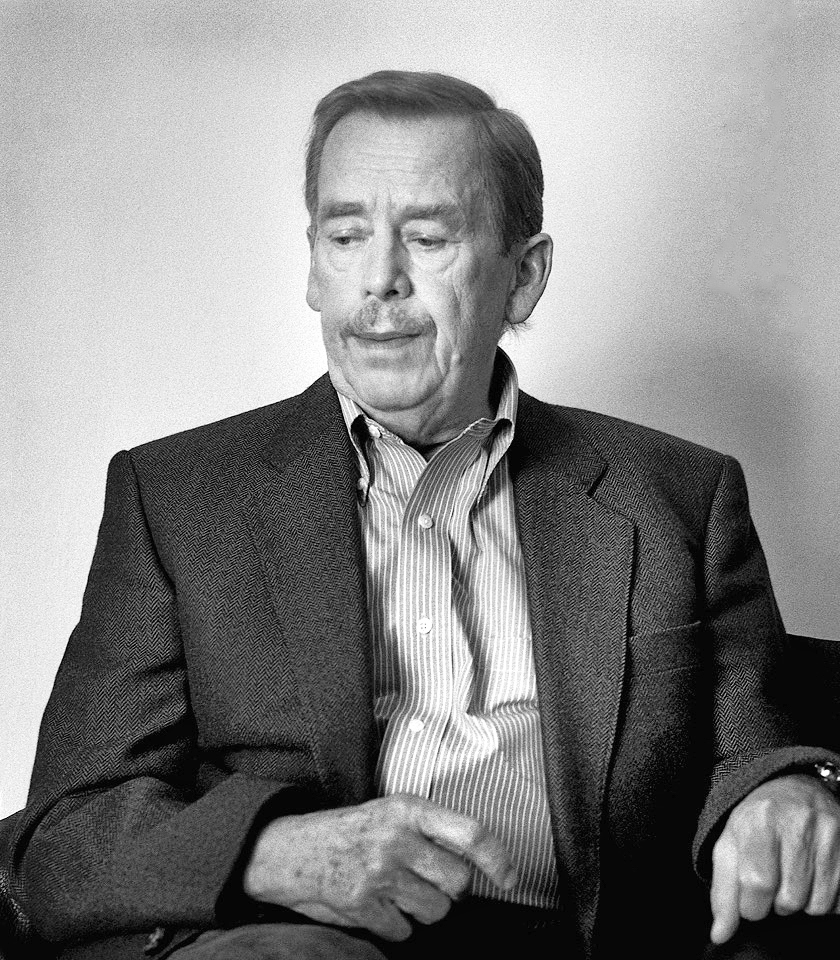
Vaclav Havel, président tchécoslovaque en 1989-90.

## Quatrième République (1989-1992)
La politique de « glasnost » et de « perestroïka » mise en place par Gorbatchev en URSS aboutit à l'ouverture du rideau de fer qui oblige le parti communiste tchécoslovaque à desserrer son étreinte et finalement à abandonner le pouvoir : c'est la « révolution de velours » du 28 novembre 1989. Le 10 décembre, un nouveau gouvernement est formé, qui porte à sa tête le dramaturge et dissident Václav Havel : c'est ce que l'historiographie tchèque et slovaque appelle parfois la « Quatrième République tchécoslovaque ».
Au bout de quatre mois, le gouvernement, confronté aux aspirations nationales slovaques toujours plus affirmées, y répond en revenant à une structure fédéraliste, celle de « République fédérale tchèque et slovaque » (1990-1992). La séparation est cependant inévitable, mais la Tchéquie et la Slovaquie ne se livrent pas de guerre de dislocation comme en Yougoslavie : elles décident de procéder à l'amiable en gardant des liens privilégiés. La quatrième République tchécoslovaque est dissoute d'un commun accord au bout de deux ans et huit mois, le 31 décembre 1992 : c'est le « divorce de velours ».

## Démographie

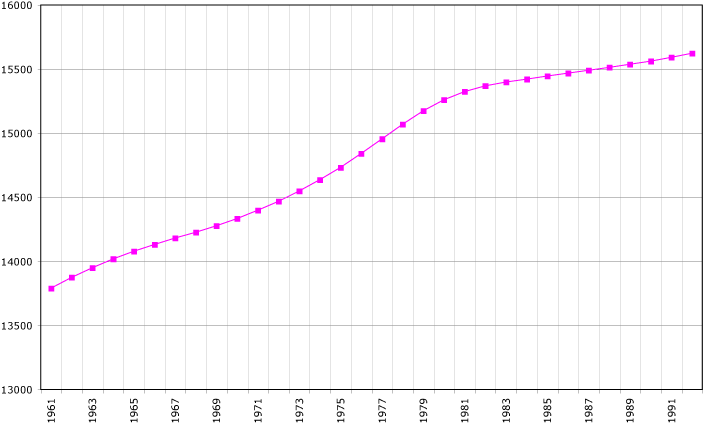
Évolution de la démographie entre 1961 et 1992 (chiffre de la FAO, 2005). Population en milliers d'habitants.

## Codes
La Tchécoslovaquie a eu pour code :
- CS, selon la liste des codes internationaux des plaques minéralogiques, code abandonné en 1992.